# Herning 1965
Herning 1965 er en dansk eksperimentalfilm fra 1966 med instruktion og manuskript af Jens Jørgen Thorsen og Novi Maruni.

## Handling
I farver fastholdes maleren Paul Gadegaards kunstneriske udsmykning af skjortefabrikken Angli i Herning. Gadegaard har realiseret konstruktivismens krav om kunstens anvendelighed, og hans idéer har inspireret til fri filmisk udnyttelse af detaljer i udsmykningen.